# Soletellina clouei
Soletellina clouei is een tweekleppigensoort uit de familie van de Psammobiidae. De wetenschappelijke naam van de soort is voor het eerst geldig gepubliceerd in 1880 door Bertin.